# Realdo Fili
Realdo Fili (Fier, 14 maggio 1996) è un calciatore albanese, centrocampista o attaccante svincolato.

## Carriera

### Club
Il 12 febbraio 2016 viene acquistato dal Partizani Tirana e firma un contratto biennale con scadenza il 31 dicembre 2018.

### Nazionale
Debutta con la maglia della nazionale albanese Under-21 il 16 giugno 2015 nella partita amichevole persa per 4 a 1 contro la Svezia Under-21. Il 28 marzo 2016 gioca la sua prima partita nelle qualificazioni all'europeo 2017, vinta per 2 a 1 contro l'Ungheria Under-21 subentrando nel secondo tempo.

## Statistiche

### Presenze e reti nei club
Statistiche aggiornate al 18 dicembre 2021.
| Stagione                | Squadra                 | Campionato              | Campionato | Campionato | Coppe nazionali | Coppe nazionali | Coppe nazionali | Coppe continentali | Coppe continentali | Coppe continentali | Altre coppe | Altre coppe | Altre coppe | Totale | Totale |
| Stagione                | Squadra                 | Comp                    | Pres       | Reti       | Comp            | Pres            | Reti            | Comp               | Pres               | Reti               | Comp        | Pres        | Reti        | Pres   | Reti   |
| ----------------------- | ----------------------- | ----------------------- | ---------- | ---------- | --------------- | --------------- | --------------- | ------------------ | ------------------ | ------------------ | ----------- | ----------- | ----------- | ------ | ------ |
| gen.-giu. 2013          | Apolonia Fier           | KS                      | 1          | 0          | CA              | 0               | 0               | -                  | -                  | -                  | -           | -           | -           | 1      | 0      |
| 2013-2014               | Apolonia Fier           | KP                      | 0          | 0          | CA              | 1               | 0               | -                  | -                  | -                  | -           | -           | -           | 1      | 0      |
| 2014-2015               | Apolonia Fier           | KS                      | 28         | 5          | CA              | 5               | 0               | -                  | -                  | -                  | -           | -           | -           | 33     | 5      |
| 2015-feb. 2016          | Apolonia Fier           | KP                      | 12         | 0          | CA              | 3               | 1               | -                  | -                  | -                  | -           | -           | -           | 15     | 1      |
| Totale Apolonia Fier    | Totale Apolonia Fier    | Totale Apolonia Fier    | 41         | 5          |                 | 9               | 1               |                    | -                  | -                  |             | -           | -           | 50     | 6      |
| feb.-giu. 2016          | Partizani Tirana        | KS                      | 11         | 3          | CA              | 0               | 0               | UEL                | -                  | -                  | -           | -           | -           | 11     | 3      |
| 2016-2017               | Partizani Tirana        | KS                      | 18         | 0          | CA              | 3               | 0               | UCL+UEL            | 4+2                | 1+0                | -           | -           | -           | 27     | 1      |
| 2017-gen. 2018          | Partizani Tirana        | KS                      | 6          | 0          | CA              | 2               | 1               | UEL                | 2                  | 0                  | -           | -           | -           | 10     | 1      |
| Totale Partizani Tirana | Totale Partizani Tirana | Totale Partizani Tirana | 35         | 3          |                 | 5               | 1               |                    | 8                  | 1                  |             | -           | -           | 48     | 5      |
| gen.-giu. 2018          | Kamza                   | KS                      | 17         | 2          | CA              | 0               | 0               | -                  | -                  | -                  | -           | -           | -           | 17     | 2      |
| 2018-gen. 2019          | Skënderbeu              | KS                      | 10         | 0          | CA              | 2               | 1               | -                  | -                  | -                  | SA          | 0           | 0           | 12     | 1      |
| gen.-giu. 2019          | Luftëtari               | KS                      | 16         | 2          | CA              | 6               | 2               | UEL                | -                  | -                  | -           | -           | -           | 22     | 4      |
| 2019-gen. 2020          | Luftëtari               | KS                      | 14         | 3          | CA              | 2               | 1               | -                  | -                  | -                  | -           | -           | -           | 16     | 4      |
| Totale Luftëtari        | Totale Luftëtari        | Totale Luftëtari        | 30         | 5          |                 | 8               | 3               |                    | -                  | -                  |             | -           | -           | 38     | 8      |
| gen.-giu. 2020          | Botoșani                | L1                      | 4          | 0          | CR              | 0               | 0               | -                  | -                  | -                  | -           | -           | -           | 4      | 0      |
| 2020-2021               | Botoșani                | L1                      | 25         | 7          | CR              | 2               | 0               | UEL                | 0                  | 0                  | -           | -           | -           | 27     | 7      |
| 2021-2022               | Botoșani                | L1                      | 18         | 0          | CR              | 0               | 0               | -                  | -                  | -                  | -           | -           | -           | 18     | 0      |
| Totale Botoșani         | Totale Botoșani         | Totale Botoșani         | 47         | 7          |                 | 2               | 0               |                    | 0                  | 0                  |             | -           | -           | 49     | 7      |
| Totale carriera         | Totale carriera         | Totale carriera         | 180        | 22         |                 | 26              | 6               |                    | 8                  | 1                  |             | -           | -           | 214    | 29     |

### Cronologia presenze e reti in nazionale
| Cronologia completa delle presenze e delle reti in nazionale ― Albania under 21 | Cronologia completa delle presenze e delle reti in nazionale ― Albania under 21 | Cronologia completa delle presenze e delle reti in nazionale ― Albania under 21 | Cronologia completa delle presenze e delle reti in nazionale ― Albania under 21 | Cronologia completa delle presenze e delle reti in nazionale ― Albania under 21 | Cronologia completa delle presenze e delle reti in nazionale ― Albania under 21 | Cronologia completa delle presenze e delle reti in nazionale ― Albania under 21 | Cronologia completa delle presenze e delle reti in nazionale ― Albania under 21 |
| Data                                                                            | Città                                                                           | In casa                                                                         | Risultato                                                                       | Ospiti                                                                          | Competizione                                                                    | Reti                                                                            | Note                                                                            |
| ------------------------------------------------------------------------------- | ------------------------------------------------------------------------------- | ------------------------------------------------------------------------------- | ------------------------------------------------------------------------------- | ------------------------------------------------------------------------------- | ------------------------------------------------------------------------------- | ------------------------------------------------------------------------------- | ------------------------------------------------------------------------------- |
| 16-6-2015                                                                       | Sollentuna                                                                      | Svezia under 21                                                                 | 4 – 1                                                                           | Albania under 21                                                                | Amichevole                                                                      | -                                                                               | 87’                                                                             |
| 28-3-2016                                                                       | Elbasan                                                                         | Albania under 21                                                                | 2 – 1                                                                           | Ungheria under 21                                                               | Qual. Europeo Under-21 2017                                                     | -                                                                               | 60’                                                                             |
| 20-5-2016                                                                       | Zell am See                                                                     | Rep. Ceca under 21                                                              | 1 – 1                                                                           | Albania under 21                                                                | Amichevole                                                                      | -                                                                               | 63’                                                                             |
| 23-5-2016                                                                       | Mittersill                                                                      | Rep. Ceca under 21                                                              | 1 – 1                                                                           | Albania under 21                                                                | Amichevole                                                                      | -                                                                               | 73’                                                                             |
| 10-8-2016                                                                       | San Benedetto del Tronto                                                        | Italia under 21                                                                 | 0 – 0                                                                           | Albania under 21                                                                | Amichevole                                                                      | -                                                                               | 55’                                                                             |
| 10-10-2016                                                                      | Petah Tiqwa                                                                     | Israele under 21                                                                | 4 – 0                                                                           | Albania under 21                                                                | Qual. Europeo Under-21 2017                                                     | -                                                                               | 83’                                                                             |
| Totale                                                                          |                                                                                 | Presenze                                                                        | 6                                                                               |                                                                                 | Reti                                                                            | 0                                                                               |                                                                                 |